# Рутана
Рутана (рунди Rutana) — город в Бурунди, административный центр одноимённой провинции. В городе есть католическая епархия.

## Географическое положение
Высота центра города составляет 1719 метров над уровнем моря.

## Демография
Предположительное суммарное население Рутаны вместе с пригородами по годам:
| 1990   | 2012   |
| ------ | ------ |
| 14 100 | 23 654 |